# Bourgueil
Bourgueil és un municipi francès, situat al departament de l'Indre i Loira i a la regió de Centre – Vall del Loira. L'any 2007 tenia 3.909 habitants.

## Demografia

### Població
El 2007 la població de fet de Bourgueil era de 3.909 persones. Hi havia 1.674 famílies, de les quals 569 eren unipersonals (239 homes vivint sols i 330 dones vivint soles), 615 parelles sense fills, 422 parelles amb fills i 68 famílies monoparentals amb fills.
La població ha evolucionat segons el següent gràfic:
Habitants censats

### Habitatges
El 2007 hi havia 2.010 habitatges, 1.707 eren l'habitatge principal de la família, 111 eren segones residències i 192 estaven desocupats. 1.536 eren cases i 435 eren apartaments. Dels 1.707 habitatges principals, 966 estaven ocupats pels seus propietaris, 697 estaven llogats i ocupats pels llogaters i 44 estaven cedits a títol gratuït; 34 tenien una cambra, 176 en tenien dues, 290 en tenien tres, 423 en tenien quatre i 784 en tenien cinc o més. 1.253 habitatges disposaven pel capbaix d'una plaça de pàrquing. A 810 habitatges hi havia un automòbil i a 637 n'hi havia dos o més.

### Piràmide de població
La piràmide de població per edats i sexe el 2009 era:
| Homes | Edats   | Dones |
| ----- | ------- | ----- |
| 12    | 95 o +  | 32    |
| 16    | 90 a 94 | 36    |
| 28    | 85 a 89 | 72    |
| 28    | 80 a 84 | 44    |
| 96    | 75 a 79 | 136   |
| 108   | 70 a 74 | 124   |
| 108   | 65 a 69 | 112   |
| 88    | 60 a 64 | 120   |
| 80    | 55 a 59 | 108   |
| 120   | 50 a 54 | 108   |
| 136   | 45 a 49 | 156   |
| 172   | 40 a 44 | 112   |
| 144   | 35 a 39 | 132   |
| 116   | 30 a 34 | 148   |
| 120   | 25 a 29 | 108   |
| 84    | 20 a 24 | 68    |
| 168   | 15 a 19 | 148   |
| 164   | 10 a 14 | 124   |
| 116   | 5 a 9   | 128   |
| 116   | 0 a 4   | 48    |

## Economia
El 2007 la població en edat de treballar era de 2.235 persones, 1.526 eren actives i 709 eren inactives. De les 1.526 persones actives 1.357 estaven ocupades (788 homes i 569 dones) i 171 estaven aturades (68 homes i 103 dones). De les 709 persones inactives 256 estaven jubilades, 203 estaven estudiant i 250 estaven classificades com a «altres inactius».

### Ingressos
El 2009 a Bourgueil hi havia 1.737 unitats fiscals que integraven 3.861 persones, la mediana anual d'ingressos fiscals per persona era de 17.649 €.

### Activitats econòmiques
Dels 220 establiments que hi havia el 2007, 9 eren d'empreses alimentàries, 6 d'empreses de fabricació d'altres productes industrials, 24 d'empreses de construcció, 58 d'empreses de comerç i reparació d'automòbils, 7 d'empreses de transport, 19 d'empreses d'hostatgeria i restauració, 2 d'empreses d'informació i comunicació, 16 d'empreses financeres, 11 d'empreses immobiliàries, 23 d'empreses de serveis, 29 d'entitats de l'administració pública i 16 d'empreses classificades com a «altres activitats de serveis».
Dels 71 establiments de servei als particulars que hi havia el 2009, 1 era una oficina d'administració d'Hisenda pública, 1 gendarmeria, 1 oficina de correu, 6 oficines bancàries, 1 funerària, 6 tallers de reparació d'automòbils i de material agrícola, 1 taller d'inspecció tècnica de vehicles, 2 autoescoles, 1 paleta, 7 guixaires pintors, 3 fusteries, 7 lampisteries, 4 electricistes, 1 empresa de construcció, 5 perruqueries, 1 veterinari, 1 agència de treball temporal, 14 restaurants, 6 agències immobiliàries, 1 tintoreria i 1 saló de bellesa.
Dels 29 establiments comercials que hi havia el 2009, 1 era, 3 supermercats, 3 grans superfícies de material de bricolatge, 1 una gran superfície de material de bricolatge, 5 fleques, 2 carnisseries, 1 una peixateria, 4 botigues de roba, 1 una botiga de roba, 1 una botiga d'equipament de la llar, 1 una sabateria, 1 una botiga de mobles, 2 drogueries, 1 una perfumeria i 2 floristeries.
L'any 2000 a Bourgueil hi havia 56 explotacions agrícoles que ocupaven un total de 440 hectàrees.

## Equipaments sanitaris i escolars
El 2009 hi havia 2 farmàcies i 1 ambulància.
El 2009 hi havia 1 escola maternal i 2 escoles elementals. Bourgueil disposava de 2 col·legis d'educació secundària amb 523 alumnes.

## Poblacions més properes
El següent diagrama mostra les poblacions més properes.